# Рамальо, Муриси
Мури́си Рама́льо (порт. Muricy Ramalho; род. 30 ноября 1955, Сан-Паулу) — бразильский футболист, выступавший на позиции нападающего. В настоящее время — один из лучших футбольных тренеров Бразилии.

## Биография
В 1970-е годы Муриси Рамальо получил известность как фланговый игрок довольно высокого уровня, выступавший за «Сан-Паулу». Лишь травма помешала Рамальо дебютировать за сборную Бразилии, в составе которой он имел шанс поехать на чемпионат мира 1978 года. Из-за неё же он не смог играть на столь высоком уровне, как чемпионат Бразилии и уехал выступать в мексиканский клуб «Пуэбла» в следующем году. В этом клубе он завершил карьеру футболиста 6 лет спустя.
В «Пуэбле» же Рамальо начал тренерскую карьеру в 1993 году. В 1994—1996 гг. Рамальо работал в родном «Сан-Паулу», в основном тренеруя молодёжный состав, периодически возглавляя и основу. Так, под его руководством «Сан-Паулу» выиграл в 1994 году международный трофей — Кубок КОНМЕБОЛ. Впоследствии возглавлял ряд клубов Бразилии и даже китайский «Шанхай Шеньхуа», с которым в 1998 году выиграл Кубок Китая.
С начала 2000-х годов Рамальо пестепенно вошёл в когорту элитарных тренеров Серии A Бразилии. Его команды регулярно выигрывали первенства штатов (а титул «Сан-Каэтано» 2004 года остаётся единственным на данный момент для данного клуба), с «Интернасьоналом» в 2005 году Рамальо стал вице-чемпионом Бразилии (только из-за переигровок, вызванных судейским скандалом, «Интер» не смог обогнать «Коринтианс»). Это позволило «Интеру» принять участие в Кубке Либертадорес 2006, но уже под руководством Абела Браги. Сам Рамальо стал работать с «Сан-Паулу», с которым, по иронии судьбы, уступил в финале Кубка Либертадорес 2006 именно «Интернасьоналу». Однако команда Муриси Рамальо первенствовала в чемпионате Бразилии 2006, продолжив победную поступь и в двух последующих сезонах.
В 2009 году результаты на старте чемпионата страны не были удовлетворительными для руководства «Сан-Паулу» и было принято решение уволить Рамальо. Тренер перешёл в «Палмейрас», где получал по 200 тыс. долларов в месяц. С 2010 года возглавляет «Флуминенсе».
8 декабря 2015 года Рамальо был назначен главным тренером «Фламенго». Контракт подписан на 2 года. 26 мая 2016 года расторг контракт с "rubro-negro" по обоюдному согласию из-за состояния здоровья (аритмия сердца). В качестве временного исполняющего обязанности вместо Рамальо был назначен главный тренер молодёжной команды (U-20) клуба Зе Рикардо. 14 июля 2016 года Зе Рикардо был утверждён главным тренером.
3 января 2021 года назначен футбольным координатором (coordenador de futebol) «Сан-Паулу» в качестве своеобразного моста между игроками и тренерским штабом. Контракт подписан на 3 года.

## Достижения

### Как игрок
- Чемпион Бразилии (1): 1977
- Чемпион Лиги Паулисты (1): 1975
- Чемпион Мексики (1): 1983

### Как тренер
Командные
- Чемпион Бразилии (4): 2006, 2007, 2008, 2010
  - Вице-чемпион Бразилии (1): 2005
- Чемпион штата Сан-Паулу (3): 2004, 2011, 2012
- Чемпион штата Риу-Гранди-ду-Сул (2): 2003, 2005
- Чемпион штата Пернамбуку (2): 2001, 2002
- Обладатель Кубка Китая (1): 1998
- Обладатель Кубка КОНМЕБОЛ (1): 1994
- Обладатель Кубка обладателей Кубка КОНМЕБОЛ (1): 1996
- Обладатель Кубка Либертадорес (1): 2011
  - Финалист Кубка Либертадорес (1): 2006
- Обладатель Рекопы Южной Америки (1): 2012

Личные
- Лучший тренер чемпионата Бразилии (5): 2005, 2006, 2007, 2008, 2010